# Horsens

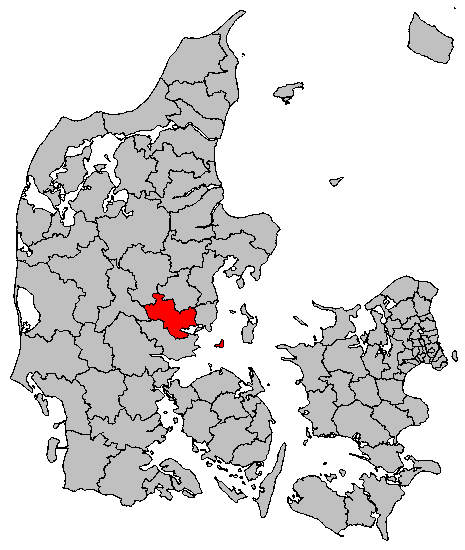
Vị trí Thị xã Horsens

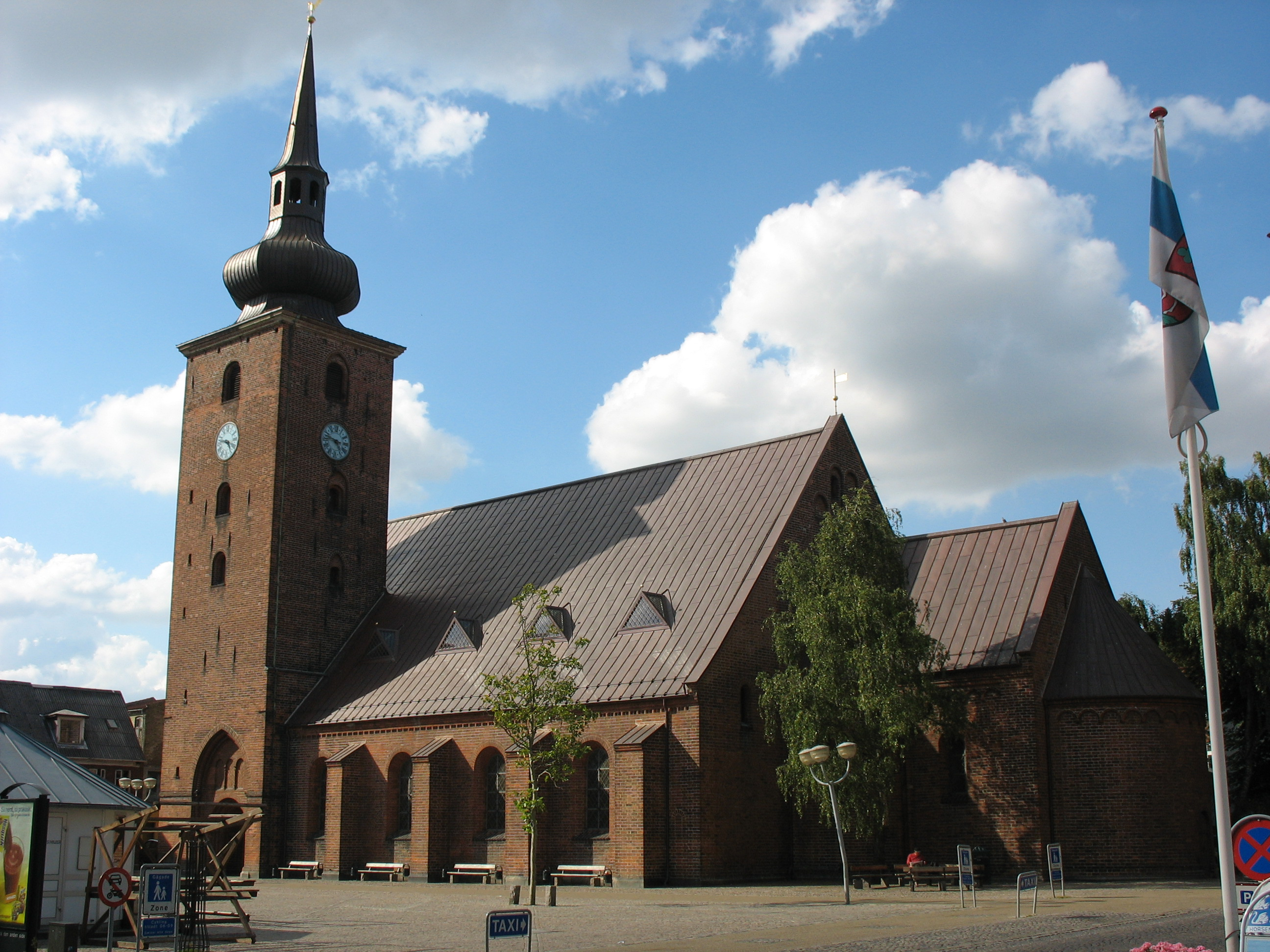
Nhà thờ Chúa Cứu thế Horsens

Horsens là 1 thành phố Đan Mạch, nằm ở cuối Vịnh hẹp Horsens trên bờ phía đông bán đảo Jutland. Thành phố có 51.670 dân cư (2008), và là thành phố đông dân thứ 8 ở Đan Mạch. Horsens cũng là trụ sở của thị xã Horsens với dân số 80.102 người (1.1.2008), trực thuộc Vùng Trung Jutland.

## Lịch sử

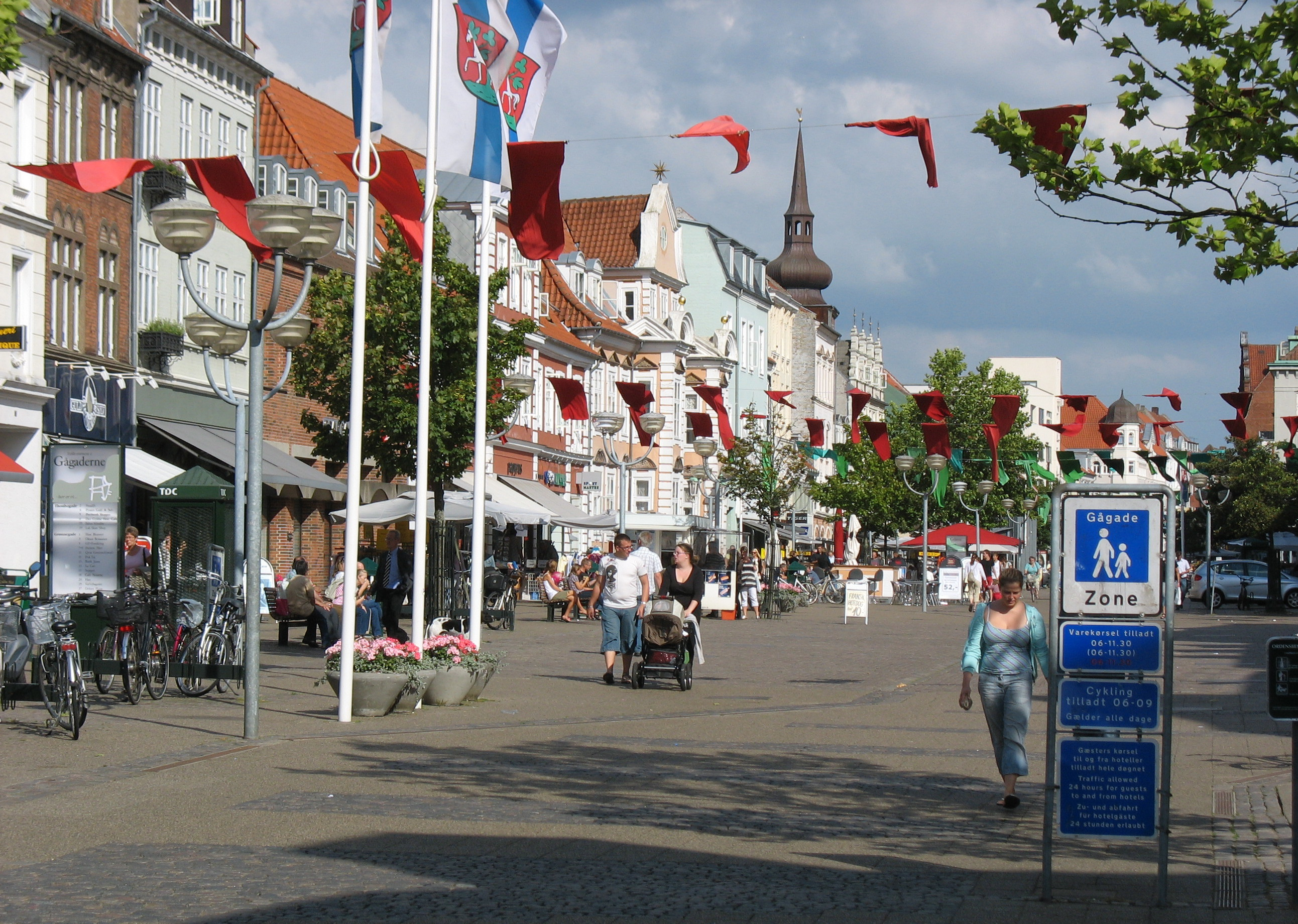
Phố Søndergade ở Horsens

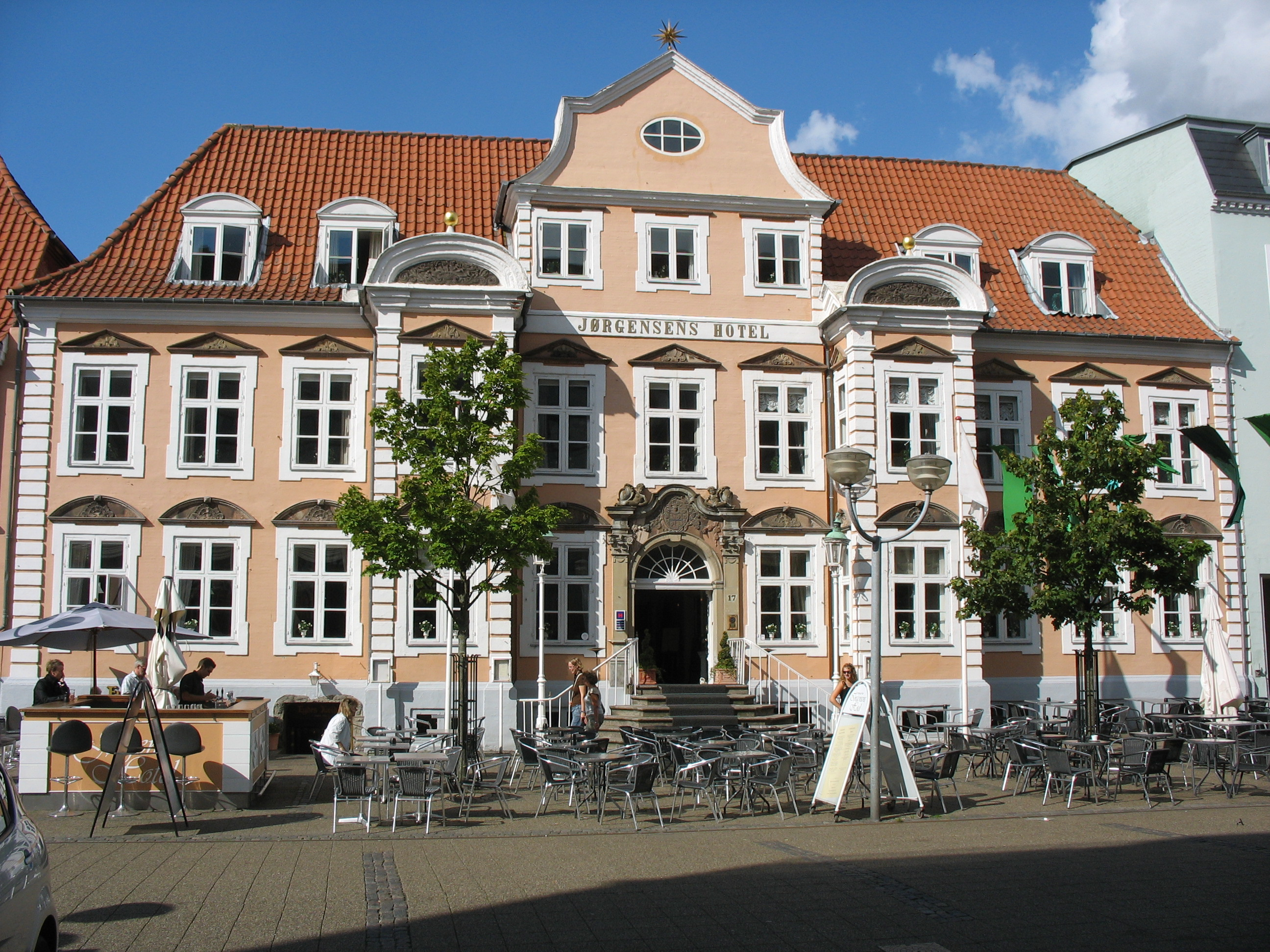
Khách sạn Jørgensen

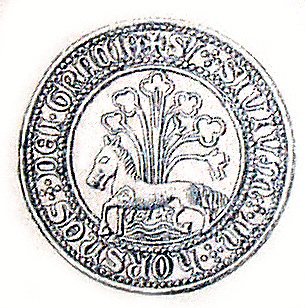
Dấu triện từ năm 1421

Tên thành phố được nói tới lần đầu vào thế kỷ 12. Đây là 1 thành phố quan trọng của Đan Mạch trong thời trung cổ với nhiều tu viện và các công sự phòng thủ. Một loạt các ngôi nhà của các nhà giàu xưa, trong đó có Khách sạn Jørgen (Jørgensens Hotel), chứng tỏ Horsens cũng là thành phố của các nhà buôn ở thế kỷ 18.
Theo Hans Holk trong "Provincial-Lexicon over Dannemark", năm 1778 thì Horsens được Christoffer af Bayern cấp đặc quyền thương trấn năm 1442. Năm 1778, thành phố có 14 đường phố, 2 quảng trường lộ thiên, 1 tòa thị chính xây bằng gạch, 5 cổng thành, 2 cầu bắc qua sông nhỏ và 497 ngôi nhà lớn hoặc nhỏ. Ngôi nhà của Hội đồng quản trị thành phố mang tên Lichtenberg gồm 2 tầng lầu và 1 tầng hầm vòm bán nguyệt. Gần đó là Tiệm thuốc tây và nhiều ngôi nhà 2 tầng khác. Nhà thờ tu viện tuy lớn nhưng không có tháp. Nhà thờ thánh Ib có 1 tháp cao với 5 quả chuông và chỏm tháp nhọn bằng đồng thau. Trường trung học được xây năm 1745 gồm 54 gian bằng gạch và 8 gian vừa cột vừa xây gạch, trong đó có thư viện với 430 đầu sách. Trường này có 1 hiệu trưởng, 2 giáo viên và 30-40 học sinh. Bệnh viện do vua Frederik II cho xây năm 1560, có 33 bệnh nhân nghèo lưu trú. Trường tiểu học tư được nhà buôn Jens Jørgen Lindved xây năm 1752.
Dân cư gồm 500 gia đình, tổng cộng 1.700 người.
Ngày nay thành phố đi vào giai đoạn phát triển với nền công nghiệp mới. Thành phố có nhiều hãng điện tử lớn và các hãng sản xuất khác. Horsens cũng có nhà bảo tàng công nghiệp duy nhất ở Đan Mạch.
Ở khu bắc thành phố, trên đỉnh đồi, có Nhà tù quốc gia cũ, nay được bố trí thành Nhà bảo tàng "World of Crime" với tên là Lâu đài Horsens.

## Văn hóa
Trong những năm gần đây Horsens có rất nhiều hoạt động văn hóa, với nhiều nghệ sĩ nổi tiếng thế giới tham gia, trong số đó có Bob Dylan. Năm 2006 thêm nhiều nghệ sĩ tên tuổi khác tới đây trình diễn như Iron Maiden, Joe Cocker, Elton John, The Beach Boys, Tom Jones, Bryan Adams, David Bowie, José Carreras, Helmut Lotti, Westlife, R.E.M., Paul McCartney, Robbie Williams. Madonna cũng đã trình diễn ở Horsens ngày 24 tháng 8 năm 2006 trước 85.000 người hâm mộ. 10 ngày sau tới lượt banRolling Stones trình diễn với 85.000 người tham gia. Dolly Parton cũng mở đầu chuyến lưu diễn châu Âu của mình ở Horsens trong 2 ngày 6 và 7.3.2007.
Hàng năm Horsens cũng tổ chức nhạc hội Horsens Open Air tại trường đấu xảo động vật, gần trung tâm thành phố. Nhiều người đã đến nghe các ban nhạc trình diễn.
Một hoạt động văn hóa lớn khác là "Lễ hội thời trung cổ châu Âu" (Europæisk Middelalderfestival), được tổ chức hàng năm vào 2 ngày cuối tuần cuối tháng 8 với khoảng 100.000 người tham gia.
Ngoài ra hàng năm Horsens cũng tổ chức hội chợ sách tiểu thuyết hình sự trong tháng 3, các độc giả có thể gặp gỡ các tác giả tiểu thuyết hình sự người Đan Mạch hoặc người nước ngoài trong hội chợ này.
Thành phố cũng có 1 trung tâm dành cho thanh niên tới sinh hoạt gọi là "Det Gule Pakhus". Tại đây có các phòng để tập nhạc, sân khấu để tập trình diễn và phòng trượt patin. Nhiều ban nhạc đã xuất hiện từ trung tâm này, như Miss Queen Evil, The Lovin' Flickknives, TurboNelSon, Sparkplug vv...
Một trong các ngườì con nổi tiếng của thành phố là Vitus Bering, người đã khám phá ra eo biển mang tên mình là Eo biển Bering. Tên ông cũng được đặt cho 1 trung tâm đào tạo ở Horsens.

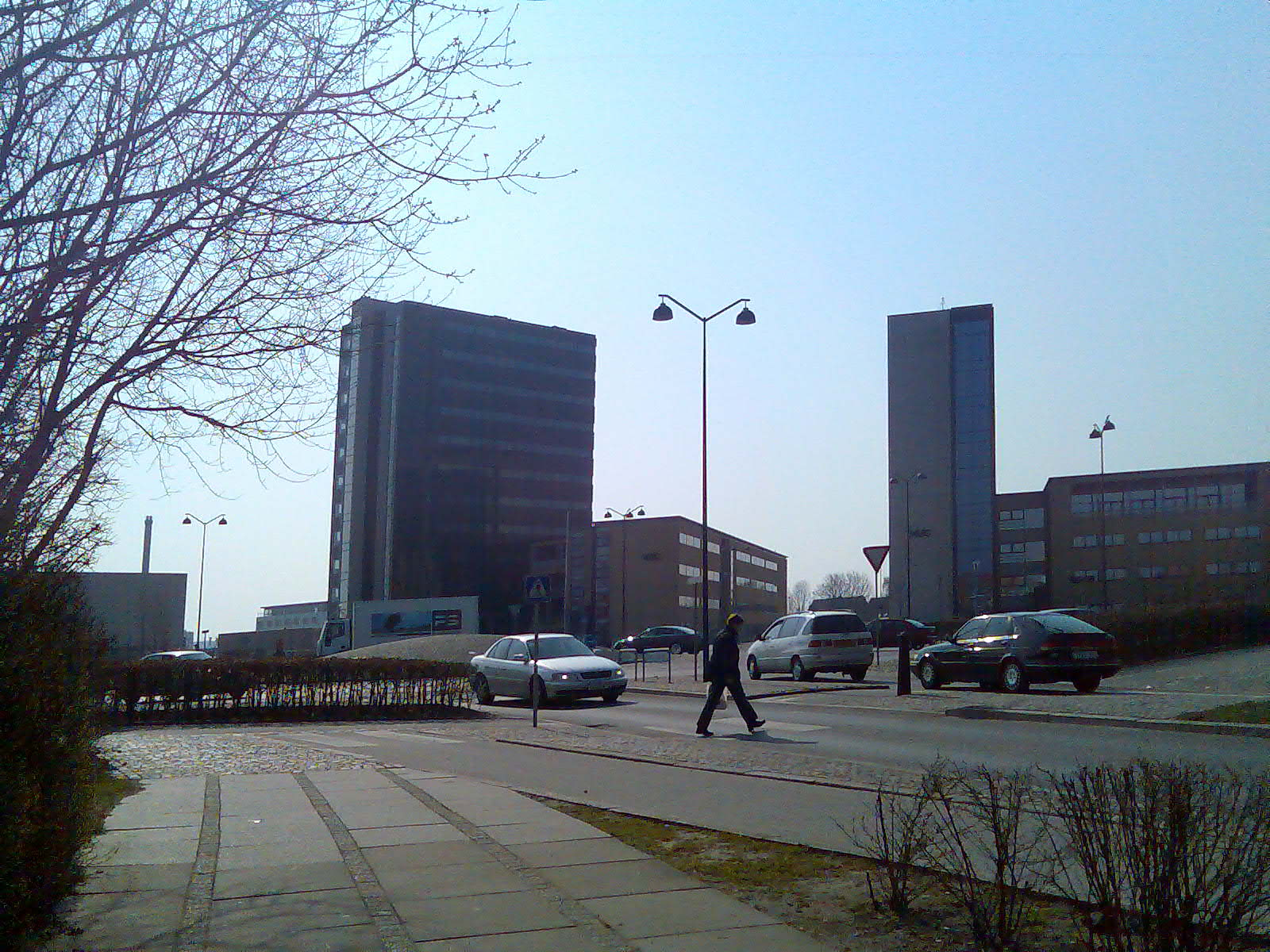
Khu phố Cảng Horsens.

## Y tế
Về lãnh vực y tế, thị xã Horsens đã tham gia chương trình "WHO's Healthy Cities Network" năm 1987. Năm sau, Horsens mở Cửa hàng thành phố lành mạnh đầu tiên ở châu Âu thuộc loại này. Năm 2001 Hội đồng thành phố đã đưa ra Bản tuyên ngôn "Horsens là thành phố lành mạnh và bền vững cho mọi người" (Horsens Deklarationen om Bæredygtighed og Sundhed for Alle) nhằm khuyến khích lối sống lành mạnh và phòng ngừa bệnh.

## Thể thao
Horsens có 1 câu lạc bộ bóng đá AC Horsens, đang chơi ở giải Siêu hạng (Superliga) Đan Mạch và 1 đội bóng ném nữ cũng chơi ở giải hạng nhất Đan Mạch.

## Giáo dục & Đào tạo
Cơ sở đào tạo lớn nhất của Horsens là University College, Vitus Bering Danmark (VBD), hình thành bằng sự hợp nhất các trường sau trong năm 2001:
- Trường cao đằng kỹ thuật xây dựng (BTH)
- Trường cao đẳng kỹ sư Horsens (IH)
- Trường kỹ thuật Horsens (HTS)
- Trường trung học kỹ thuật Horsens (HTX)
- Trung tâm AMU Horsens (AMU)
- Trường sư phạm Gedved (GS)

University College Vitus Bering Danmark cũng đang trên đường hợp nhất với 4 cơ sở đào tạo khác trong Vùng Trung Jutland là: CVU Alpha - Silkeborg, JCVU - Aarhus, CVU Midtvest - Viborg và CVU Vita - Holstebro
Ngoài ra thành phố còn có các trường khác như:
- Trường trung học Horsens
- Trường Nhà nước Horsens
- Trường thương mại Horsens
- Horsens VUC (Trung tâm đào tạo người thành niên)